# 圣塞巴斯蒂昂-杜帕拉伊苏
圣塞巴斯蒂昂-杜帕拉伊苏是巴西米纳斯吉拉斯州的一个市镇。总面积822.295平方公里，总人口61838人，人口密度75.2人/平方公里。